# (6887) Hasuo
(6887) Hasuo ist ein Asteroid des inneren Hauptgürtels, der am 24. November 1951 von der französischen Astronomin Marguerite Laugier am Observatoire de Nice (IAU-Code 020) in Nizza entdeckt wurde.
Benannt wurde der Asteroid am 7. Januar 2004 nach dem japanischen Amateurastronomen Ruichi Hasuo, der in den 1970er Jahren Kometenbahnen berechnete.